# Ганс-Арно Остермаєр
Ганс-Арно Остермаєр (нім. Hans-Arno Ostermeier; 10 лютого 1903, Будапешт — 13 червня 1989, Вальдкрайбург) — німецький офіцер, оберстлейтенант резерву вермахту. Кавалер Лицарського хреста Залізного хреста з дубовим листям.

## Нагороди
- Медаль «За вислугу років у Вермахті» 4-го, 3-го і 2-го класу (18 років)
- Залізний хрест
  - 2-го класу (27 липня 1941)
  - 1-го класу (30 вересня 1941)
- Нарукавний знак «За знищений танк»
- Медаль «За зимову кампанію на Сході 1941/42»
- Лицарський хрест Залізного хреста з дубовим листям
  - лицарський хрест (23 серпня 1944) — як гауптман резерву і командир бойової групи панцергренадерської дивізії «Фельдгеррнгалле».
  - дубове листя (№834; 15 квітня 1945) — як майор резерву і командир 3-го парашутно-танкового полку «Герман Герінг».
- Нарукавна стрічка 1-ї парашутно-танкової дивізії «Герман Герінг»
- Німецький хрест в золоті (6 березня 1945)
- Нагрудний знак ближнього бою в золоті (30 квітня 1945)